# واقعية تكنولوجية

الواقعية التكنولوجية هي محاولة لتوسيع الأرضية المشتركة بين بين التفاؤل التكنولوجي والرفض التكنولوجي الجديد عبر تقييم الآثار الاجتماعية والسياسية للتكنولوجيات حتى يتمكن الناس جميعًا من السيطرة بشكل أكبر على شكل مستقبلهم. أشار أحد الحسابات إلى أن الواقعية التكنولوجية ظهرت في أوائل التسعينيات وقدمها دوغلاس راشكوف وأندرو شابيرو في بيان وصف المصطلح بأنه جيل جديد من النقد الثقافي، ذكر أن الهدف لم يكن تعزيز التكنولوجيا أو رفضها، بل فهمها بحيث يمكن أن يتماشى التطبيق مع القيم الإنسانية الأساسية. تشير الواقعية التكنولوجية إلى أن التكنولوجيا، مهما بدت ثورية، تظل استمرارًا لثورات مماثلة عبر تاريخ البشرية.

## ضمان النهج التكنولوجي
يتضمن النهج التكنولوجي فحصاً نقدياً مستمراً لكيفية مساعدة التكنولوجيا أو إعاقتها للناس في النضال من أجل تحسين نوعية حياتهم ومجتمعاتهم وهياكلهم الاقتصادية والاجتماعية والسياسية. بالإضافة إلى ذلك، فبدلاً من خبراء السياسة والخبراء والنخبة، فإن ناقد التكنولوجيا هو الذي يحتل مركز الصدارة في خطاب قضايا سياسة التكنولوجيا.
على الرغم من أن الواقعية التكنولوجية بدأت بالتركيز على اهتمامات الولايات المتحدة بشأن تكنولوجيا المعلومات، إلا أنها تطورت إلى حركة فكرية دولية ذات اهتمامات متنوعة مثل التكنولوجيا الحيوية وتكنولوجيا النانو.

## أنظر أيضا
- التكنوقراطية
- تاريخ العلوم والتكنولوجيا

## أخلاق مهنية
| - أخلاقيات علم الأحياء - Infoethics - أخلاقيات عصبية | - Nanoethics - Roboethics - Technoethics - تقانة |